# Bataille de Las Navas de Tolosa
Pour les articles homonymes, voir Navas et Tolosa.
Reconquista
Batailles
- Covadonga (722)
- Burbia (791)
- Lutos (794)
- Barcelone  (801)
- Clavijo (844)
- San Esteban de Gormaz  (917)
- Simancas (939)
- Barcelone (985)
- Torà (1006)
- Barbastro (1064)
- Sagrajas (1086)
- Alcoraz (1096)
- Bairén (1097)
- Consuegra (1097)
- Uclès (1108)
- Croisade norvégienne (1108-1109)
- Valtierra (1110)
- Congost de Martorell (1114)
- Cutanda (1120)
- Fraga (1134)
- Oreja (1139)
- Ourique (1139)
- Coria  (1142)
- Santarém  (1147)
- Lisbonne  (1147)
- Santarém  (1184)
- Alarcos (1195)
- Al-Damus  (1210)
- Las Navas de Tolosa (1212)
- Majorque  (1229)
- Jerez (1231)
- Puig de Cebolla (1237)
- Séville (1247-1248)
- Salé (1260)
- Révolte mudéjar  (1264-1266)
- Écija (1275)
- Algésiras  (1278-1279)
- Moclín  (1280)
- Gibraltar  (1309)
- Gibraltar  (1315)
- Gibraltar  (1333)
- Tarifa / Río Salado (1340)
- Algésiras  (1342-1344)
- Gibraltar  (1349-1350)
- Gibraltar  (1411)
- Ceuta (1415)
- La Higueruela (1431)
- Campagne de Grenade (1482-1492) : Lucena - Grenade

La bataille de Las Navas de Tolosa, ou ma'arakat al-'Oqab (arabe : معركة العُقاب) (c'est-à-dire Forteresse du Faucon, c'est l’un des forts construits par les Omeyyades en Andalousie), se déroule le lundi 16 juillet 1212 autour du château éponyme (es) (Las Navas de Tolosa, province de Jaén, en Espagne), entre, d'un côté, une coalition de plusieurs États chrétiens de la Péninsule Ibérique  secondée par des troupes de croisés en provenance de plusieurs nations européennes, et, de l'autre, des troupes musulmanes provenant de tout le Maghreb ainsi que des territoires d'Al-Andalus, sous le commandement de Muhammad an-Nâsir de la dynastie berbère des Almohades. Remportée par les armées chrétiennes, la bataille marque une étape décisive de la Reconquista  et accélère sensiblement le délitement de la domination almohade ainsi que l'effacement de la présence musulmane dans la Péninsule Ibérique.

## Situation stratégique
Depuis que les Almohades ont unifié en 1147 la quasi-totalité du Maghreb et des territoires andalous qui étaient sous leur domination, la reconquête du territoire par les royaumes chrétiens espagnols s'était faite temporairement plus difficile. À partir de 1172, les attaques almohades contre les territoires chrétiens s’intensifient. Dès lors, guerres et trêves se succèdent. Les Castillans remportent une grande victoire avec l’occupation de Cuenca en 1177, mais ils perdent Alarcos en 1195 devant le calife almohade Yacoub ben-Youssouf. Cette offensive met à mal, pour un temps, le système de défense que les ordres militaires d'Alcántara, de Santiago et de Calatrava avaient établi en Castille-La Manche. Désormais, l'union des princes chrétiens espagnols paraît indispensable, d'autant plus que Yacoub Ben-Youssouf profite de son avancée pour reprendre les villes d'Alarcos, de Calatrava, et menacer directement Tolède. Cependant, il n'assiège pas cette cité et accepte de signer une trêve de 10 ans avec les royaumes chrétiens.
Entre 1206 et 1209, Don Rodrigo Jiménez de Rada, archevêque de Tolède de 1208 à 1247), chroniqueur de cette bataille, travaille à l'unité sacrée entre les rois chrétiens par le traité de Guadalajara. Plus encore, l'archevêque obtient du pape Innocent III (représentant alors l'apogée de la puissance pontificale) de décréter une croisade spécifique contre la présence des Almohades dans la péninsule Ibérique, avec les mêmes indulgences canoniques pour les croisés de la péninsule Ibérique que celles accordées aux croisés en Terre sainte. Le roi Alphonse VIII, qui préparait tenacement la revanche de la perte d'Alarcos, appelle tous les souverains d'Espagne à se coaliser avec lui contre l'ennemi commun ; même le roi du Portugal voisin et des chevaliers ainsi que des mercenaires de toute l'Europe accourent bientôt dans la péninsule Ibérique, affluant de toute la Chrétienté.

## Déroulement de la bataille

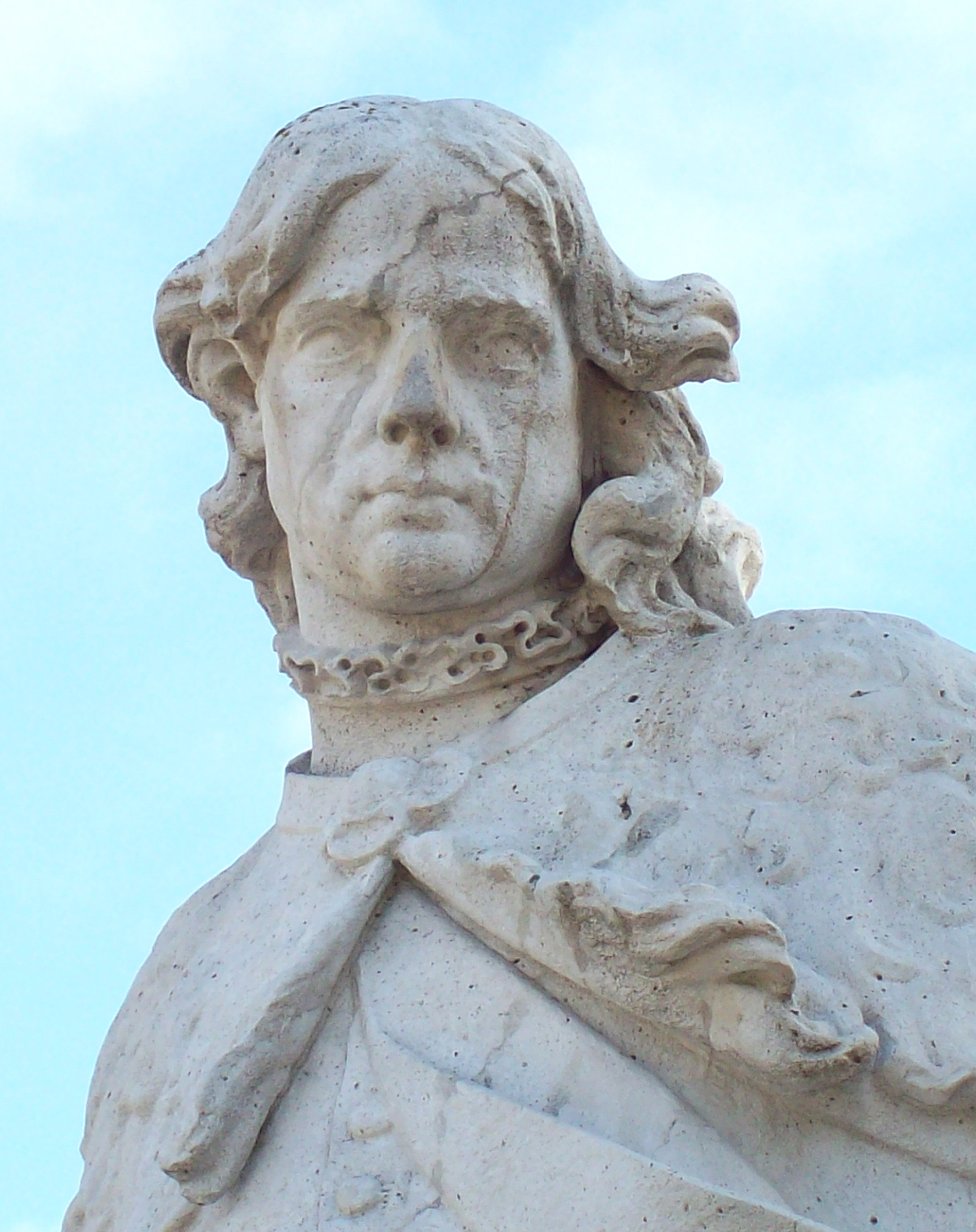
Le roi Alphonse VIII (par Juan de Villanueva, 1753)

### Mobilisation des troupes
À la mort de Yacoub ben-Youssouf (janvier 1199) lui succède Mohamed Abu-Abd Allah, surnommé An-Nasir-Leddin-Allah (« Soutien de la loi d'Allah) ».
La trêve de 10 ans arrivant à son terme, la guerre se profile aussitôt à l'horizon.
Les troupes commandées par An-Nasir traversent le détroit de Gibraltar en 1211. D'autres contingents, cette fois des territoires andalous sous domination almohade, compléteront le gros des forces d'An-Nasir, qui se dirige ensuite vers Salvatierra et entreprend le siège de cette ville.
Les armées chrétiennes se rassemblent dès fin mai à Tolède, ville symbole de la Reconquista triomphante. Il y est fait appel à tous les soldats chrétiens, de tous les horizons, pour se battre aux côtés du roi Alphonse VIII le Grand. Les troupes rassemblées par le roi se seraient élevées à environ 70 000 hommes, répartis en différents contingents :
- les troupes espagnoles regroupant les Castillans, conduits par le roi lui-même, avec les hommes de Sanche VII de Navarre et les Aragonais de Pedro II ;
- les ordres monastiques de la péninsule Ibérique, constitués notamment des Templiers et des Hospitaliers ;
- des divers contingents étrangers, dont des Allemands, des Français et des Italiens. Les sources parlent de plusieurs dizaines de milliers d'hommes (entre 50 000 et 100 000). Mais une partie de ces derniers se dispersera dans les royaumes d'Espagne du fait de leur manque d'organisation.

### Ordre de bataille des armées chrétiennes
Elles s'ébranlent le 21 juin 1212 et font route ensemble vers le sud. Le 24 juin 1212, elles arrivent à la ville de Malagón, occupée par les musulmans. La garnison musulmane se réfugie dans la citadelle, abandonnant les murs face à une avant-garde espagnole qui parvient à escalader les murs.
L'armée principale se dirige vers Calatrava, importante cité qui commande l'accès vers l'Andalousie.
Les musulmans se trouvant dans la place se rendent et, à cette condition, obtiennent du roi Alphonse VIII que leur vie sera épargnée et qu'ils pourraient, après cette complète reddition, partir rejoindre des zones musulmanes. La nouvelle de la perte de Calatrava est moralement un immense désastre pour les musulmans. Le défenseur qui était censé garder la ville, Yusuf ben Kadis, sera décapité sur ordre de Muhammad an-Nâsir (calife de 1199 à 1213), pour y avoir échoué.
Cette victoire éclatante provoque paradoxalement le départ de beaucoup parmi les croisés non ibériques, qui se jugent quittes de leur vœu de croisade et estiment que la victoire finale est d'ores et déjà acquise ; y font pourtant exception les Italiens qui ont suivi le légat du pape et archevêque de Narbonne, Arnaud Amaury (1150–1225), chef spirituel d'une autre croisade, celle contre les Albigeois en Languedoc. De plus, ces soldats étrangers, sans commandement solide, ne comprennent pas que le roi de Castille épargne des infidèles, et s'irritent devant sa tolérance, même politique, car, pour Alphonse VIII, il s'agit de gens qui pourraient se convertir, donc des sujets potentiels qu'il faut pour le moment ménager.
Le départ des étrangers qui rentrent chez eux en Europe est vite compensé par l'arrivée des Navarrais, commandés par Sanche VII le Fort.

### Rencontre des forces sur la Sierra Morena
Après la chute de Calatrava, les armées chrétiennes prennent quelques châteaux-forts sur leur route vers la Sierra Morena, ultime barrière naturelle qui les sépare des forces musulmanes. Cependant, An-Nasir a pris l'initiative de contrôler tous les points d'accès après avoir pris position entre Jaen et Baeza.
La traversée de la Sierra Morena, par des sentiers détournés que ne surveillent pas les musulmans, est pénible et périlleuse. Un berger, Martin Alhaja, indique aux soldats chrétiens un chemin passant par le Despeñaperros pour éviter le défilé dans la Sierra Morena. Cela leur permet de s'installer bientôt de l'autre côté de la Sierra sur un plateau (dit du Roi).
Arrivés le vendredi 13 juillet, à 9 km au nord-ouest du petit village de Las Navas de Tolosa, au pied de la Sierra Morena, dans l'actuelle province de Ciudad Real, au creux d'une de ces larges vallées aux pentes douces (que les Castillans appellent nava), les armées espagnoles aperçoivent enfin les forces almohades. À partir du 14 juillet, les forces chrétiennes ont entièrement franchi les montagnes et commencent à consolider leur position. Du côté d'An-Nasir, on effectue des travaux de fortification en vue des prochains combats. Pendant deux jours les deux armées se font face et s'observent.

### Disposition des forces
Le porte-drapeau du roi de Navarre, Diego López de Haro, est monté jusqu’au « puerto de la Losa », accompagné par le berger qui avait guidé les croisés et qui connaissait bien le terrain. Depuis ce lieu, le porte-drapeau peut observer parfaitement l'emplacement des troupes musulmanes, ce qui allait favoriser grandement les armées royales.
Sur le site de Las Navas, un émir, Yaqub ben Yusuf, a eu le temps d'en exploiter les ressources. Ses troupes fortes de 30 000 hommes environ, sont importantes mais très hétéroclites. Le corps principal de l'armée est constitué par les tribus berbères. S’y ajoutent les contingents andalous et Africains astreints au service militaire lors des campagnes califales, puis à partir de 1190 de mercenaires turcs ; les guzz, en provenance d'Egypte. L'armée califale est renforcée par l'appui de tribus nomades qui s'engagent dans la péninsule pour réaliser le djihad. Ces contingents étrangers sont mal acceptés par les Andalous d'autant plus que le calife leur octroie des terres ou des revenus dans la Péninsule pour qu’ils y demeurent. L’armée almohade se compose enfin des troupes régionales et garnisons des villes d'al-Andalus, nommées agnad. Cette armée a démontré son efficacité lors de la victorieuse campagne d’Alarcos, mais a pour défaut sa lenteur et ses problèmes d'organisation et d'approvisionnement. Les 30 000 hommes sont disposés en deux ailes de cavalerie formées de volontaires berbères, avec, de part et d'autre, des troupes régulières almohades. Celles-ci occupent un tertre où est dressée la tente de Yaqub ; elles regroupent des abid, c'est-à-dire des esclaves, armés de longs javelots, constituant sa garde spéciale.
Face à eux, l'emplacement choisi par les armées chrétiennes est un peu moins favorable, sur un plateau qui s'élève de la plaine. Les Castillans et les ordres monastiques militaires forment le centre, flanqués à droite par les Navarrais, les milices urbaines d’Ávila, de Ségovie et de Medina del Campo, et, à gauche, par les forces aragonaises.
Durant le samedi et le dimanche se produisent de nombreuses escarmouches.

### Description de la bataille
Après s'être confessées, avoir assisté à la messe célébrée par de nombreux moines prêtres et reçu la communion, les armées chrétiennes passent, en masse à l'offensive directe, à l'aube du lundi 16 juillet 1212 .
L'assaut commence très mal pour elles en apparence. Tandis que les flèches lancées depuis le fortin où se trouvent les musulmans font des ravages, la cavalerie légère des Berbères et des almohades enveloppe les ailes des chrétiens. Les chrétiens craignent que des corps de bataille ne commencent à se débander.

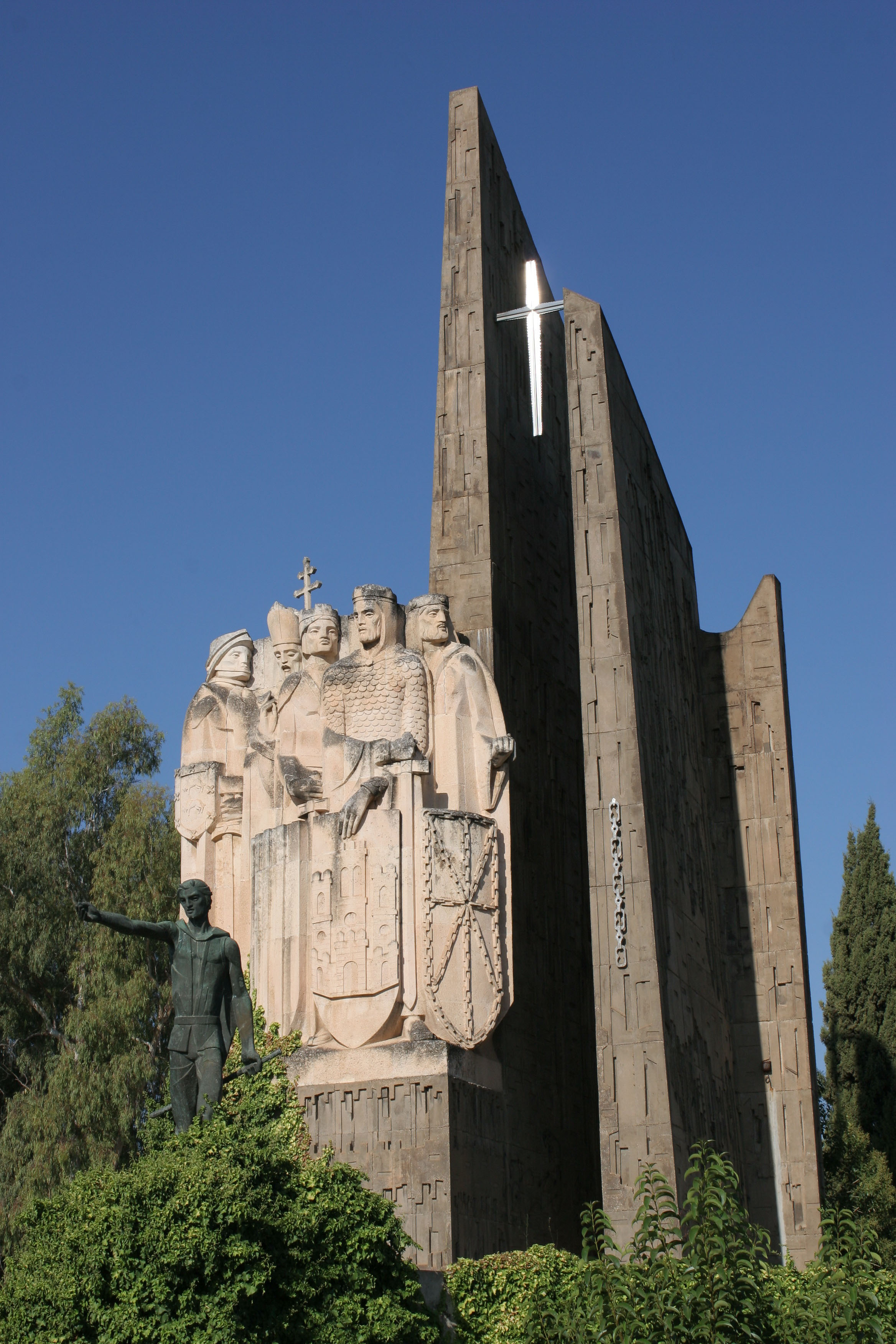
Monument à Navas De Tolosa, œuvre de l'architecte Manuel Millán López et du sculpteur Antonio González Orea (1881)

Mais, avec des cavaliers d'élite, le roi Alphonse VIII de Castille, Alphonse II du Portugal et Don Rodrigo Jiménez de Rada, l'archevêque de Tolède en personne, prennent alors la tête d'une charge de cavalerie furieuse, qui enfonce irrésistiblement le centre des Berbères. De leur côté, les rois d'Aragon et de Navarre, voyant cet éclatant fait d'armes, chargent à leur tour sur les flancs droit et gauche des troupes musulmanes.
Les croisés pénètrent jusqu'au retranchement des archers adverses. À ce moment, les troupes musulmanes, décontenancées, lâchent rapidement pied, dans une grande panique, et fuient en désordre. Les forces chrétiennes se lancent à leur poursuite. Yaqub ben Yusuf lui-même prend la fuite avec sa garde personnelle. La fuite de leur chef accentue la panique des soldats musulmans, qui sont exécutés partout où ils sont rattrapés .
Sur le champ de bataille, couvert d'innombrables cadavres , les armées espagnoles se rassemblent et entonnent, sur ordre de l'archevêque de Tolède, un Te Deum d'action de grâce à Dieu pour cette victoire, que tous attribuent à l'intervention miraculeuse de Notre-Dame de Rocamadour.
Yaqub ben Yusuf a le temps de se replier sur Baeza, mais il est vite contraint de s'enfuir de cette ville pour regagner aussitôt le Maroc quand Alphonse VIII, poursuivant sa progression, attaque Baeza, élimine sa garnison musulmane et prend la ville.
La fuite précipitée de Yaqub ben Yusuf permet aux forces espagnoles de gagner un immense trésor de guerre. De ce butin, on conserve encore le Pendon, un étendard musulman, dont le motif en étoile reprend des citations du Coran. Il est gardé actuellement au monastère de l'abbaye de las Huelgas de Burgos .

## Conséquences
La bataille de Las Navas de Tolosa est une bataille décisive pour la Reconquête.
Immédiatement, elle a permis la prise de Baeza puis d'Úbeda, et toute la haute vallée du Guadalquivir. Or, ces villes sont les verrous de l'Andalousie. Le château de Calatrava la Nueva, près d’Almagro, a été construit par l'ordre de Calatrava, entre 1213 et 1217, en mettant au travail des prisonniers musulmans épargnés lors de la bataille de Las Navas de Tolosa.
Surtout, à plus long terme, cette mémorable bataille a eu des effets moraux qui ont contribué à la reconquête de la majeure partie du sud de l'Espagne (appelé Al Andalus par les musulmans). Elle brise le prestige des Almohades, et la légitimité de leur férule sur l'Andalousie ; elle fragilise en outre leur contrôle sur le Maghreb. L'union almohade réussie par le père et le grand-père d'An-Nasir n'est plus : la défaite ouvre la troisième période de taïfas qui voit leur ancien domaine ibérique se morceler en plusieurs taïfas, et finalement en 1269 les Mérinides les supplanteront au Maroc. Côté chrétien, leur victoire établit définitivement un rapport de force favorable pour eux dans la péninsule ibérique. Désormais, après une victoire sur une taïfa, ils pourront la conquérir entièrement au lieu de se contenter d'un tribut temporaire ou de quelques villes comme aux siècles précédents. Divisées entre elles et parfois en leur sein même, confrontées à la menace des autres taïfas et du pouvoir contrôlant le Maroc, hésitantes dans leurs alliances, les taïfas seront éliminées une à une par la progression de la Reconquista, particulièrement rapide à cette époque : entre 1217 et 1249, les chrétiens conquièrent la moitié de la péninsule ibérique.
Seul l'émirat de Grenade survivra encore jusqu'en 1492 grâce à un accord de vassalité avec le royaume de Castille, le pacte de Jaén de 1246. Les autres taïfas seront reconquises en quelques décennies, avec la neutralité et parfois même la participation de cet émirat. Notamment, Cordoue tombe en 1236, suivie de Séville en 1248, de Faro en 1249 (terminant la reconquista portugaise), puis Cadix en 1261,,. À la fin du XIIIe siècle, l'émirat de Grenade, qui représente moins d'un dixième de la péninsule, est le dernier sous contrôle d'une dynastie musulmane, avec une frontière relativement stable durant les deux siècles suivant, la frontera, non pacifiée et donc marquée par un chapelet de places fortes (villes et châteaux) « de la frontera ».

## Les armes du royaume de Navarre

Armes du royaume de Navarre.

La légende, dont les faits sont rapportés par des écrits monastiques , raconte que le roi Sanche de Navarre a traversé la dernière défense avec une troupe choisie spécialement pour sa bravoure et a cassé les chaînes qui entouraient les réserves de Yaqub ben Yusuf.
En mémoire de son geste, le roi de Navarre aurait incorporé les chaînes à ses armes ; elles apparaissent de même dans le quart inférieur droit des armes d'Espagne.
Il apparaît aussi associé aux fleurs de lys du royaume de France et de Navarre depuis Henri IV jusqu'à la révolution de 1789.
La recherche historique penche plutôt pour une évolution d'un écu à rais d'escarboucle vers l'écu actuel (hypothèse cependant qui a le défaut de ne pas expliquer la présence de l’émeraude au centre du blason).

### Jeu de guerre
- La croix et l'épée : La Navas de Tolosa 1212, de Frédéric Bey, série au Fil de l'Epée, Vae Victis n°62, 2005